# Anoplophora asuanga
Anoplophora asuanga là một loài bọ cánh cứng trong họ Cerambycidae.